# Székkutas
Székkutas é um município da Hungria, situado no condado de Csongrád-Csanád. Tem 123,99 km² de área e sua população em 2019 foi estimada em 1.981 habitantes.